# Horváth Imre (botanikus)
Horváth Imre (Hódmezővásárhely, 1926. szeptember 4. – Szeged, 1979. szeptember 16.) biológus, növényökológus, egyetemi tanár, a biológiai tudományok doktora (1968).

## Életpályája
Egyetemi tanulmányait a szegedi tudományegyetemen végezte, ahol 1950-ben szerzett természetrajz- földrajz szakos tanári diplomát. Tudományos kutatómunkáját a szegedi egyetem Növénytani Intézetében demonstrátorként kezdte. A tanári diploma megszerzése után a Magyar Tudományos Akadémia apparátusában biológiai szaktitkárként, majd a Tudományos Minősítő Bizottság (TMB) osztályvezetőjeként dolgozott. 1954-től az erdeifenyőcsemeték nevelésének elméleti kérdéseivel foglalkozott és e témából védte meg 1958-ban kandidátusi disszertációját. 1956-tól a szegedi egyetemi Éghajlattani Intézetben kutatói státusban a növényekre ható mikroklimatikai viszonyokat tanulmányozta, 1958-tól a gödöllői Agrártudományi Egyetem Növénytani Intézetében docens. A szegedi József Attila Tudományegyetem (JATE) Növénytani tanszékére 1965-ben tanszékvezető docensi, majd 1968-ban egyetemi tanári kinevezést kapott és egyúttal a Botanikuskert igazgatója is lett.

## Munkássága
Kutatási területe a növényökológián belül a környezeti tényezők, elsősorban a fény hatásának vizsgálata a szervesanyag produkcióra és fotoszintetikus energiahasznosulásra, valamint a Tisza-kutatás biológiai vonatkozásai.
Élenjáró volt a hazai fitotron-kutatásban és -szervezésében. Publikációinak száma meghaladja a százat. Könyve: Ács Rudolf–Horváth Imre: A komplex meliorációs beruházások történeti áttekintése és gazdasági hatásának vizsgálata különböző agroökológiai típusú gazdaságokban; AKI, Bp., 1986 (Agrárgazdasági Kutató Intézet)